# مترو قازان
مترو قازان (بالتترية: Казан метросы) هو نظام نقل سريع يخدم مدينة قازان في جمهورية تترستان في روسيا الاتحادية، افتتح المترو في 27 أغسطس 2005 وهو بمسار واحد ويبلغ طول الخط 15,820 متر فيما تبلغ عدد محطاته 10 محطات.

## التاريخ
يرجع تاريخ أول ذكر رسمي لمشروع بناء مترو أنفاق في قازان إلى العام 1979 حينما بلغ عدد سكان مدينة قازان المليون شخص، فطبقا للنظم السوفييتية فإنه يسمح للمدن المليونية أن يبنى بها مترو أنفاق للنقل، إلا أن التاريخ الفعلي لبدأ البناء يرجع إلى العام 1983-1984 حينما أقر مجمع تخطيط النقل في العاصمة التترستانية قازان بناء مترو للمدينة، فعملت المسوح الجيولوجية الأولية ودراسة جدوى للمشروع.
في عام 1987 وافقت وزارة السكك الحديدية في الاتحاد السوفياتي على تقرير دراسة الجدوى وتم في العام التالي بدء في تخطيط المسار الأول للمترو إلا أن مجلس الوزراء في الاتحاد السوفياتي أصدر في عام 1989 مرسوما سريا يأمر بإنهاء تمويل أو تصميم أو بناء مترو الانفاق في جميع المدن في الاتحاد السوفياتي لكن في قازان لم يتوقف المشروع بالرغم من أنه أصبح يسير بوتيرة أبطئ فقد وجدت المدنية تمويلا للمشروع بطريقة ما من ميزانية المدينة، تم تشغيل المترو في أغسطس 2005.

## الخدمة
يعمل المترو خلال الساعات ما بين 6:00 إلى 23:00، يوفر المترو بطاقات تذاكر صالحة ليوم واحد وبطاقات ذكية صالحة لعدد معين من الرحلات أو مدة معينة من الوقت كما يوفر أسعار مخفضة لأصحاب المعاشات التقاعدية والطلبة والأطفال.

## معرض الصور
|  |  |  |
|  |  |  |